# اندی میلوناکیس
اندی میلوناکیس (انگلیسی: Andy Milonakis؛ زادهٔ ۳۰ ژانویهٔ ۱۹۷۶) بازیگر، کمدین، صداپیشه و خواننده رپ اهل ایالات متحده آمریکا است. وی از سال ۲۰۰۳ میلادی تاکنون مشغول فعالیت بوده‌است.
از فیلم‌ها یا برنامه‌های تلویزیونی که وی در آن نقش داشته‌است می‌توان به انتظار…، وینرز اشاره کرد.